# György Árvay
György Árvay (n. 27 aprilie 1698, Eger-d. 7 iulie 1759, Szepeshely ) a fost un scriitor, poet și călugăr iezuit maghiar.